# Scaphochlamys krauensis
Scaphochlamys krauensis là một loài thực vật có hoa trong họ Gừng. Loài này được Yen Yen Sam miêu tả khoa học đầu tiên năm 2010.

## Mẫu định danh
Mẫu định danh: Sam FRI 50268; thu thập ngày 13 tháng 7 năm 2007 ở Khu bảo tồn động vật hoang dã Krau, huyện Temerloh, bang Pahang, Malaysia. Holotype lưu giữ tại Viện Nghiên cứu rừng Malaysia ở Kepong, Selangor (KEP), các isotype lưu giữ tại Trung tâm Nghiên cứu Rừng tại Sandakan, Sabah (SAN) và Vườn Thực vật Singapore (SING).

## Từ nguyên
Tính từ định danh krauensis lấy theo tên sông Krau (sungai Kerau) chảy qua Khu bảo tồn động vật hoang dã Krau.

## Phân bố
Loài này có tại Khu bảo tồn động vật hoang dã Krau, huyện Temerloh, bang Pahang, Malaysia bán đảo. Loài cây thân rễ sống lâu năm cao 25–36 cm này được tìm thấy trong rừng khộp (Dipterocarpaceae) ở cao độ 90–125 m. Nó chủ yếu sinh sống trong các khoảng trống giữa các tán cây hoặc ven sông, nơi có độ cạnh tranh thấp.